# Острів Лазарія

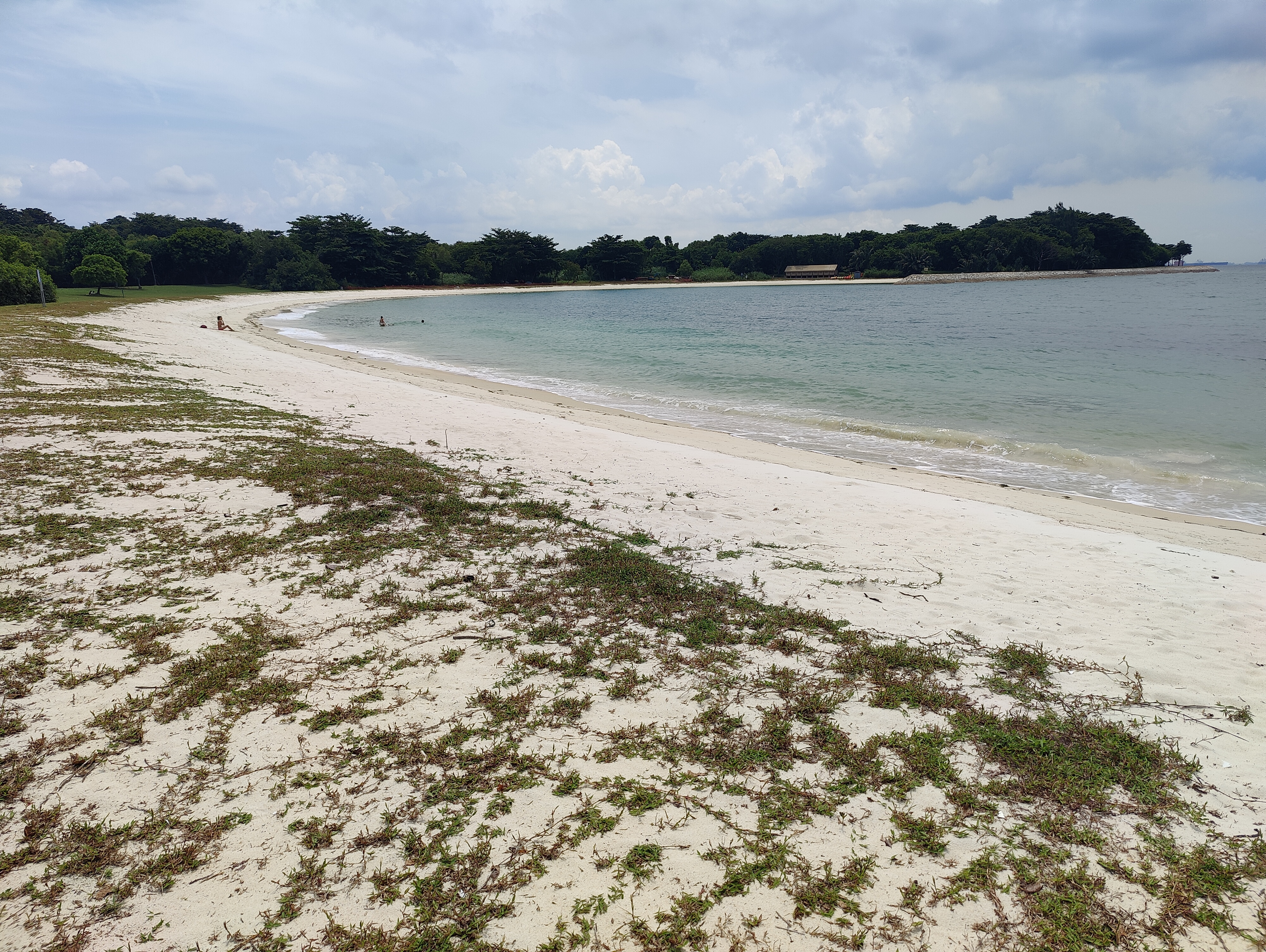
пляж острова Лазарія

Острів Лазаря, також відомий як Палау Сакіджан Пелепа, один із південних островів Сінгапуру. Він розташований на південь від головного острова Сінгапур, біля Сінгапурської протоки. Постійного населення немає. Він з’єднаний дамбою з островом Сент-Джонс, до якого можна дістатися на поромі.

## Етимологія
Острів Лазаря, також  відомий як Палау Сакіджан Пелепа (Pulau Sakijang Pelepah), у дослівному перекладі з малайської «sa» означає один, «kijang» — гавкаючий олень, а «pelepah» — лист пальми. У сукупності це означає «Острів одного гавкаючого оленя та пальм». 
Незрозуміло, коли і чому його перейменували на острів Лазаря.  Прилеглий острів Сент-Джонс спочатку був виправною колонією та карантинною станцією для холери, хвороби бері-бері, а згодом для прокази. Прокажених, ймовірно, перенесли на острів Лазаря (це пов’язано з тим, що біблійний персонаж Лазарій був прокаженим). Інша версія полягає в тому, що його перейменували після Другої світової війни на честь Лазаруса Реймана, який, був високопоставленим чиновником у казначействі Верховної комісії Британії, вжив заходів для порятунку золотих запасів колонії від японців. Після війни Сінгапур вшановував його по-різному, створивши парк (зараз забудований), названий на його честь, і, можливо, встановивши статую, хоча підтвердження цьому немає.